# トロイトレン郡 (ジョージア州)
トロイトレン郡（トロイトレンぐん、英: Treutlen County）は、アメリカ合衆国ジョージア州の中央部に位置する郡である。2010年国勢調査での人口は6,885人であり、2000年の6,854人から0.5%増加した。郡庁所在地はソーパートン市（人口3,115人）であり、同郡で人口最大の都市でもある。郡内では毎年11月第1週の週末にミリオン・パインズ芸術工芸祭が開催されている。

## 歴史
1917年8月21日、トロイトレン郡を創設するための憲法修正案が提案され、1918年11月5日に批准されてトロイトレン郡が成立した。郡名は、1777年にジョージア州憲法が採択された後に初代州知事となったジョン・A・トロイトレンに因んで名付けられた。

## 地理
アメリカ合衆国国勢調査局に拠れば、郡域全面積は202.19平方マイル (523.7 km2)であり、このうち陸地200.66平方マイル (519.7 km2)、水域は1.53平方マイル (4.0 km2)で水域率は0.76%である。

### 主要高規格道路

#### 州間高速道路
- 州間高速道路16号線

#### アメリカ国道
- アメリカ国道221号線

#### ジョージア州道
- ジョージア州道15号線
- ジョージア州道29号線
- ジョージア州道46号線
- ジョージア州道56号線
- ジョージア州道76号線
- ジョージア州道86号線
- ジョージア州道88号線
- ジョージア州道171号線
- ジョージア州道199号線
- ジョージア州道199号線支線
- ジョージア州道227号線
- ジョージア州道297号線
- ジョージア州道298号線
- ジョージア州道404号線

### 隣接する郡
- エマニュエル郡 - 北東
- モンゴメリー郡 - 南東
- ウィーラー郡 - 南西
- ローレンス郡 - 西

## 人口動態
以下は2000年の国勢調査による人口統計データである。
| 基礎データ - 人口: 6,854人 - 世帯数: 2,531 世帯 - 家族数: 1,824 家族 - 人口密度: 13人/km2（34人/mi2） - 住居数: 2,865軒 - 住居密度: 6軒/km2（14軒/mi2） 人種別人口構成 - 白人: 65.67% - アフリカン・アメリカン: 33.10% - ネイティブ・アメリカン: 0.06% - アジア人: 0.26% - その他の人種: 0.32% - 混血: 0.58% - ヒスパニック・ラテン系: 1.15% | 年齢別人口構成 - 18歳未満: 26.0% - 18-24歳: 11.9% - 25-44歳: 27.2% - 45-64歳: 21.7% - 65歳以上: 13.2% - 年齢の中央値: 34歳 - 性比（女性100人あたり男性の人口） - 総人口: 98.7 - 18歳以上: 97.1 世帯と家族（対世帯数） - 18歳未満の子供がいる: 33.2% - 結婚・同居している夫婦: 50.2% - 未婚・離婚・死別女性が世帯主: 17.3% - 非家族世帯: 27.9% - 単身世帯: 25.3% - 65歳以上の老人1人暮らし: 12.0% - 平均構成人数 - 世帯: 2.55人 - 家族: 3.05人 | 収入と家計 - 収入の中央値 - 世帯: 24,644米ドル - 家族: 32,762米ドル - 性別 - 男性: 26,476米ドル - 女性: 20,286米ドル - 人口1人あたり収入: 13,122米ドル - 貧困線以下 - 対人口: 26.3% - 対家族数: 20.8% - 18歳未満: 31.8% - 65歳以上: 33.0% |

## 都市と町

### 都市
- ソーパートン - 郡庁所在地

### 未編入の町
- ロセア